# ماهی خال‌خالی پاپوآ
ماهی خال‌خالی پاپوآ (نام علمی: Scomberomorus multiradiatus) نام یک گونه از سرده خط‌خطی‌های اسپانیایی است.